# لياندرو دياز (موسيقي)
لياندرو دياز (بالإسبانية: Leandro Díaz)‏ هو موسيقي كولومبي، ولد في 20 فبراير 1928 في Hatonuevo ‏ في كولومبيا، وتوفي في 22 يونيو 2013 في فاليدوبار في كولومبيا.

## وصلات خارجية
- لياندرو دياز على موقع IMDb (الإنجليزية)
- لياندرو دياز على موقع ميوزك برينز (الإنجليزية)
- لياندرو دياز على موقع أول ميوزيك (الإنجليزية)
- لياندرو دياز على موقع ديسكوغز (الإنجليزية)
- لياندرو دياز على موقع ديسكوغز (الإنجليزية)